# Уоллер, Рут
Рут Уоллер (англ. Ruth Waller, 19 августа 1921 года, Калифорния, США — 4 августа 1946 года, Минск, БССР, СССР) — гражданка США, член миссии ЮНРРА ООН. В июле 1946 спасла тонущих детей, при этом заразилась менингитом и умерла.

## Биография
Родилась в 1921 году в штате Калифорния, США. Известно, что профессионально занималась спортом и была призёром чемпионата штата по теннису.
В апреле 1946 года прибыла в Минск вместе с супругом Теодором Уоллером (заместитель руководителя миссии) в составе миссии ЮНРРА. Группа состояла из 14 граждан США и 1 гражданина Новой Зеландии. Миссия разместилась в Лошицкой усадьбе и занималась вопросами поставок и распределения гуманитарной помощи ООН (продуктов, одежды и медикаментов) для населения БССР на общую сумму более $61 млн.
В мае—июне 1946 года миссия организовывала снабжение города Минска и Минской области. Наиболее ценной помощью была техника и оборудование: американские бульдозеры (особенно при сооружении аэропорта «Минск-1»), радиопередатчики и приёмники, типографское оборудование и другое. Семьи погибших военнослужащих и инвалиды войны стали регулярно получать продуктовые наборы (мясные консервы, сосиски, крупы, сладости и полуфабрикаты).
В июле 1946 года миссия совершила рабочую поездку в северные регионы БССР, посетив Витебск, Полоцк и Освею (ныне Верхнедвинский район, Республика Беларусь). В ходе данной поездки было передано большое количество продуктов питания (консервы, макароны, крупы, сладости) для воспитанников детских домов и многодетных семей.
25 июля 1946 года Рут Уоллер, находясь вблизи Лошицкого водохранилища, стала свидетелем того, как трое подростков катались на плоту, однако плот разрушился и дети начали тонуть. Рут бросилась в воду и поочередно спасла утопающих. На следующий день она ощутила острое недомогание. Американский доктор из состава миссии поставил диагноз «грипп» и назначил лечение. 29 июля состояние Рут Уоллер резко ухудшилось, а также появилась острая боль в спине; для лечения были привлечены советские специалисты, назначившие сульфапрепараты и пенициллин. Однако эффекта лечение по-прежнему не давало. Рут была госпитализирована в УЗ «Минская городская больница № 1». 1 августа американку консультировал известный профессор-нейроинфектолог М. А. Хазанов и, взяв пункцию спинномозговой жидкости, диагностировал постгриппозный менингоэнцефалит. К лечению Рут Уоллер был привлечён ряд лучших медицинских специалистов БССР (в том числе Г. Х. Карпилов и В. О. Морзон), был направлен запрос на привлечение врачей из Москвы. Несмотря на все усилия, у пациентки стремительно прогрессировал менингоэнцефалит, поразивший головной мозг. Первоочередной проблемой для успешного лечения был дефицит сильнодействующих антибиотиков в послевоенном Минске.

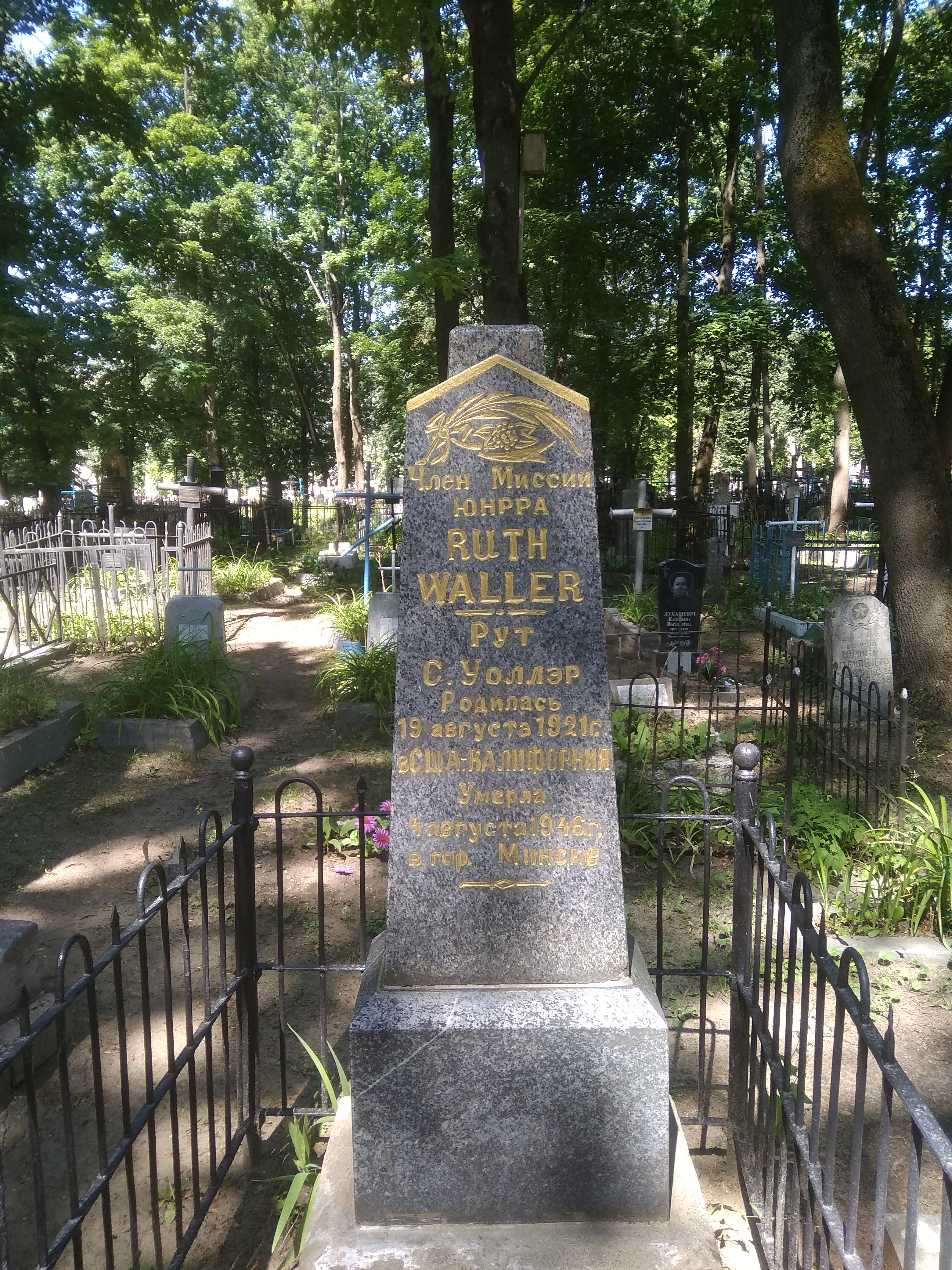
Могила Рут Уоллер в Минске

4 августа 1946 года Рут Уоллер скончалась. Похоронена на Военном кладбище в Минске.

## Политические последствия
После Второй мировой войны США и Великобритания поставляли антибиотики и другие передовые лекарственные препараты в СССР по завышенным ценам, а также препятствовали передаче передовых фармацевтических технологий. Гибель Рут Уоллер по причине дефицита сильнодействующих препаратов в разрушенном войной городе получила резонанс в ООН и послужила рычагом давления на страны Запада для лоббирования поставок фармацевтической продукции в СССР. В частности, под руководством Теодора Уоллера (на тот момент глава миссии в БССР) уже спустя год после гибели Рут (в августе 1947 года) был открыт Минский пенициллиновый завод (ныне основная производственная площадка РУП «Белмедпрепараты»), оснащенный новейшим по тем временам оборудованием. Также, при содействии ЮНРРА, белорусские фармацевты прошли курсы изучения технологий производства пенициллиновых препаратов в Канаде.

## Память
На фасаде Лошицкой усадьбы в Минске установлена мемориальная доска, на которой перечислены участники миссии ЮНРРА в БССР.
25 апреля 2016 года в Минске школе № 130 было присвоено имя Рут Уоллер.